# Fai bei sogni (film)
Fai bei sogni è un film del 2016 diretto da Marco Bellocchio, interpretato da Valerio Mastandrea, Barbara Ronchi e Bérénice Bejo
Il film è basato sul romanzo autobiografico omonimo Fai bei sogni di Massimo Gramellini ed è stato presentato alla Quinzaine des Réalisateurs del Festival di Cannes 2016.

## Trama
Torino, anni '60: Massimo, 9 anni, è uno studente delle elementari ed accanito tifoso del Torino (che segue con il padre al Comunale, vicino al loro condominio). Ha l'abitudine di invocare l'aiuto di Belfagor (che segue nell'omonimo sceneggiato in televisione) quando qualcosa va male. Una notte sua madre, dopo essersi congedata da lui dicendogli «fai bei sogni», muore in circostanze misteriose. L'arrivo della polizia allerta il bambino, che non riceve spiegazioni dal padre. Massimo non crede che la madre sia defunta, arrivando a contraddire il sacerdote ed urlando il suo nome nel corso della cerimonia funebre.
La trama si snoda quindi attraverso dei flashback: Massimo, ora divenuto adulto, è un affermato giornalista sportivo de La Stampa. Ha un legame sentimentale con Agnese, ma la loro relazione è in bilico. Una sera del 1992, per il tramite di un collega del giornale, viene invitato a casa di un ricco speculatore finanziario, Athos Giovanni, che vuole affidargli la sua autobiografia. Mentre sono a colloquio, si presentano alla porta gli agenti della Guardia di Finanza con un'ordinanza di custodia cautelare e Athos, entrato in camera con la scusa di prendere alcuni effetti personali, si suicida con un colpo d'arma da fuoco. Massimo telefona al giornale la notizia e viene incaricato di scrivere un pezzo che la mattina dopo esce in prima pagina. Abbandonate le cronache di calcio, l'anno seguente viene inviato a Sarajevo come corrispondente di guerra.
Rientrato a Torino, viene colto da un attacco di panico che lui scambia per tachicardia parossistica e, temendo un infarto, si mette in comunicazione con il pronto soccorso, ma viene rassicurato da Elisa, una giovane dottoressa, che riesce a farlo calmare. Recatosi poi in ospedale, fa amicizia con Elisa la quale, tra l'altro, mette in dubbio che la madre di lui possa essere morta per un infarto fulminante, come gli aveva sempre detto il padre.
In seguito, durante una riunione di lavoro, il giornalista che si occupa delle risposte ai lettori si dimette dall'incarico leggendo una lettera, secondo lui incommentabile, in cui un tale Simone dichiara di odiare la propria madre e di preferirla morta; il direttore, conoscendo la storia personale di Massimo, lo invita a scrivere la risposta che poi viene pubblicata suscitando interesse e commozione.
Anni dopo, mentre svuota l'appartamento lasciatogli in eredità dal padre, Massimo viene riassalito dai ricordi dell'infanzia e in lui cresce il dubbio sulla reale causa di morte della madre. Chiede quindi alla zia di raggiungerlo e di dirgli la verità. La donna gli consegna un articolo di giornale dell'epoca e da questo viene a sapere che sua madre si suicidò a 38 anni buttandosi dal balcone del quinto piano: la donna, che soffriva di depressione perché affetta da un tumore, morì sul colpo ma nessuno ebbe il coraggio di rivelarlo al bambino.

## Promozione
Il primo trailer del film viene diffuso il 12 ottobre 2016.

## Riconoscimenti
- 2017 - David di Donatello
  - Candidatura per il Miglior film
  - Candidatura per il Miglior regista a Marco Bellocchio
  - Candidatura per la Migliore sceneggiatura adattata a Edoardo Albinati, Marco Bellocchio e Valia Santella
  - Candidatura per il Migliore attore protagonista a Valerio Mastandrea
  - Candidatura per la Migliore autore della fotografia a Daniele Ciprì
  - Candidatura per il Migliore musicista a Carlo Crivelli
  - Candidatura per il Migliore scenografo a Marco Dentici
  - Candidatura per il Migliore truccatore a Gino Tamagnini
  - Candidatura per il Migliore acconciatore a Mauro Tamagnini
  - Candidatura per il Miglior suono a Gaetano Carito, Pierpaolo Lorenzo, Lilio Rosato, New Digital Sound e Roberto Cappannelli
- 2017 - Nastro d'argento
  - Migliore scenografia a Marco Dentici
  - Miglior montaggio a Francesca Calvelli
  - Candidatura per il Miglior regista a Marco Bellocchio
  - Candidatura per il Miglior produttore a Beppe Caschetto
  - Candidatura per la Migliore fotografia a Daniele Ciprì
  - Candidatura per i Migliori costumi a Daria Calvelli
- 2017 - Globo d'oro
  - Candidatura per il Miglior film
  - Candidatura per la Migliore sceneggiatura a Edoardo Albinati, Marco Bellocchio e Valia Santella
- 2016 - Sindacato Nazionale Critici Cinematografici Italiani[3]
  - Miglior film italiano a Marco Bellocchio
- 2017 - Bari International Film Festival
  - Premio Alida Valli - Migliore attrice non protagonista a Barbara Ronchi
  - Premio Dante Ferretti - Miglior scenografo a Marco DenticiClC

## Riferimenti e citazioni
Il film include varie citazioni di programmi televisivi e fatti realmente accaduti:
- Con la trasmissione in bianco e nero, è più volte visibile Belfagor - Il fantasma del Louvre.
- Nella scena in cui Massimo sta battendo al computer un articolo sulla partita Torino-Ascoli (dallo schermo si evince il risultato di 4-0 in favore dei piemontesi), tramite la TV alle sue spalle è possibile notare un servizio de La Domenica Sportiva sull'incontro Napoli-Genoa: tale scena richiama 2 reali gare del campionato di Serie A, disputate entrambe il 24 maggio 1992.
- Il suicidio del ricco uomo in casa propria, dopo l'arrivo della polizia, viene ambientato nel 1992: ciò è un probabile riferimento a "Tangentopoli".
- Nella parte iniziale del film, Massimo e suo padre seguono un derby torinese al Comunale: l'incontro viene mostrato solo in parte, con un gol granata. Giocando da solo a casa, Massimo cita famosi calciatori torinisti dell'epoca (tra cui Ferrini, Claudio Sala e Carelli).